# Katedra św. Andrzeja Apostoła w Portogruaro
Katedra św. Andrzeja Apostoła (wł. Duomo di Sant'Andrea apostolo) – rzymskokatolicka świątynia znajdująca się we włoskim mieście Portogruaro, dawna prokatedra diecezji Concordii.

## Historia
Dzisiejszą świątynię wzniesiono na miejscu starszego kościoła, prawdopodobnie pochodzącego z XII wieku, który zorientowano odwrotnie do obecnego budynku. Na przełomie XIII i XIV wieku wybudowano dzwonnicę. W 1568 świątynia została prokatedrą jako siedziba biskupów diecezji Concordii, godność tę nosiła do 1974 roku. Budowę obecnego kościoła rozpoczęto 1793 roku, a konsekracja miała miejsce 4 sierpnia 1833. W 1879 wieżę nadbudowano o 12-metrową iglicę.

## Architektura i wyposażenie
Świątynia klasycystyczna, trójnawowa, nieorientowana. Na południe od katedry ustawiono wysoką na 59 m dzwonnicę, odchyloną od pionu o 42 cm. W niszy w zewnętrznej elewacji absydy umieszczono kopię XIV-wiecznej figury Matki Bożej z Dzieciątkiem. We wnętrzu przechowywane są XV- i XVI-wieczne obrazy przeniesione ze starszego kościoła, dzieła Pomponia Amaltea, Iacopa Nigretiego i Giovanniego Martiniego. Obraz Matki Bożej Niepokalanie Poczętej pędzla Gregoria Lazzariniego z 1718 roku przeniesiono tu z rozebranego w 1830 roku kościoła św. Franciszka. Posąg Matki Bożej od Zdrowia z 1893 roku i drewnianą figurę św. Antoniego z 1901 wyrzeźbił Valentino Panciera Besarel. Chrzcielnicę wykonano w 1914 roku z kamienia i drewna orzesznikowego. Na pendentywach kopuły w 1934 roku namalowano wizerunki czterech ewangelistów. W jednej z kaplic bocznych znajdują się groby biskupów i duchownych.

## Galeria

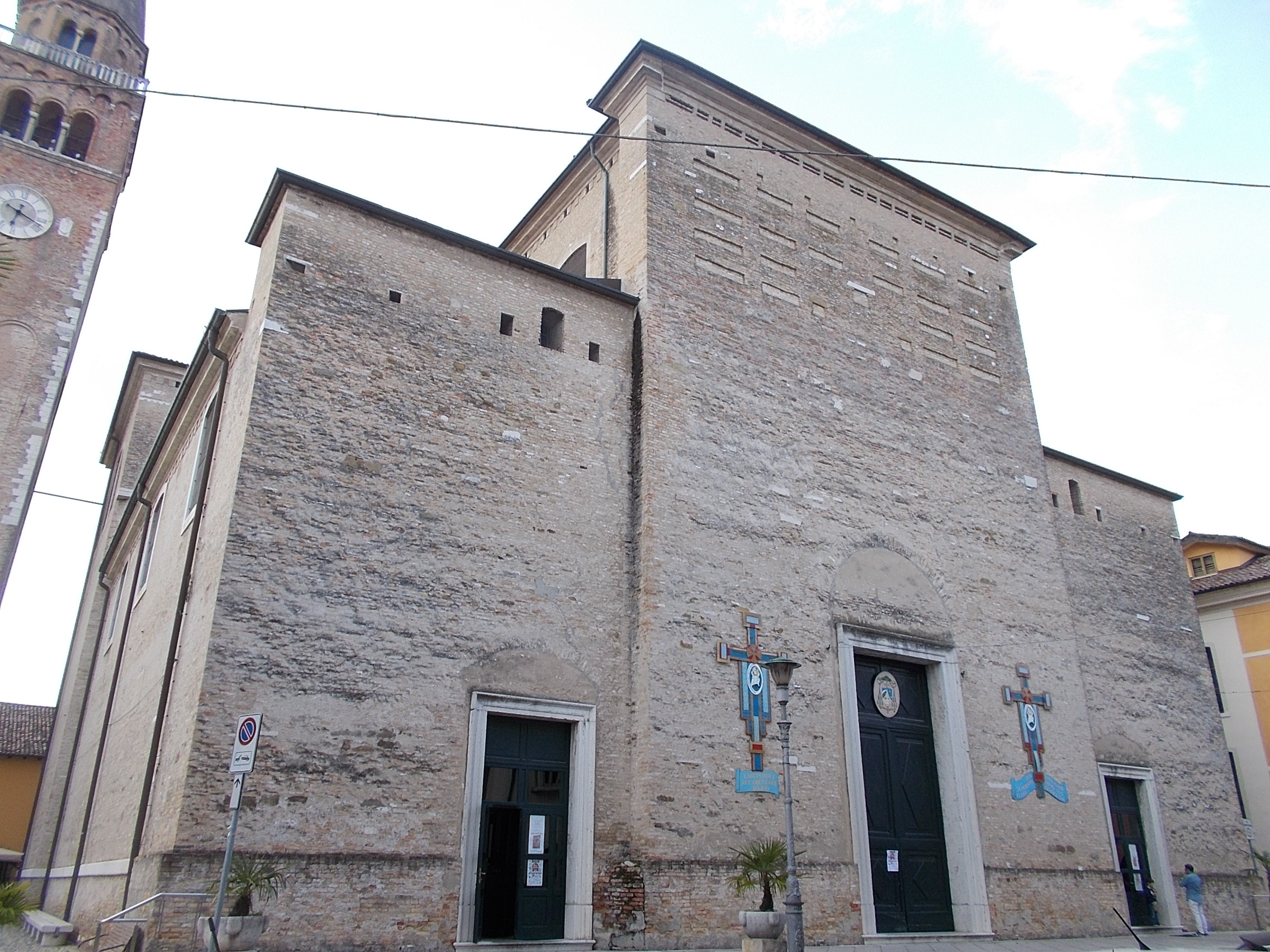
Fasada
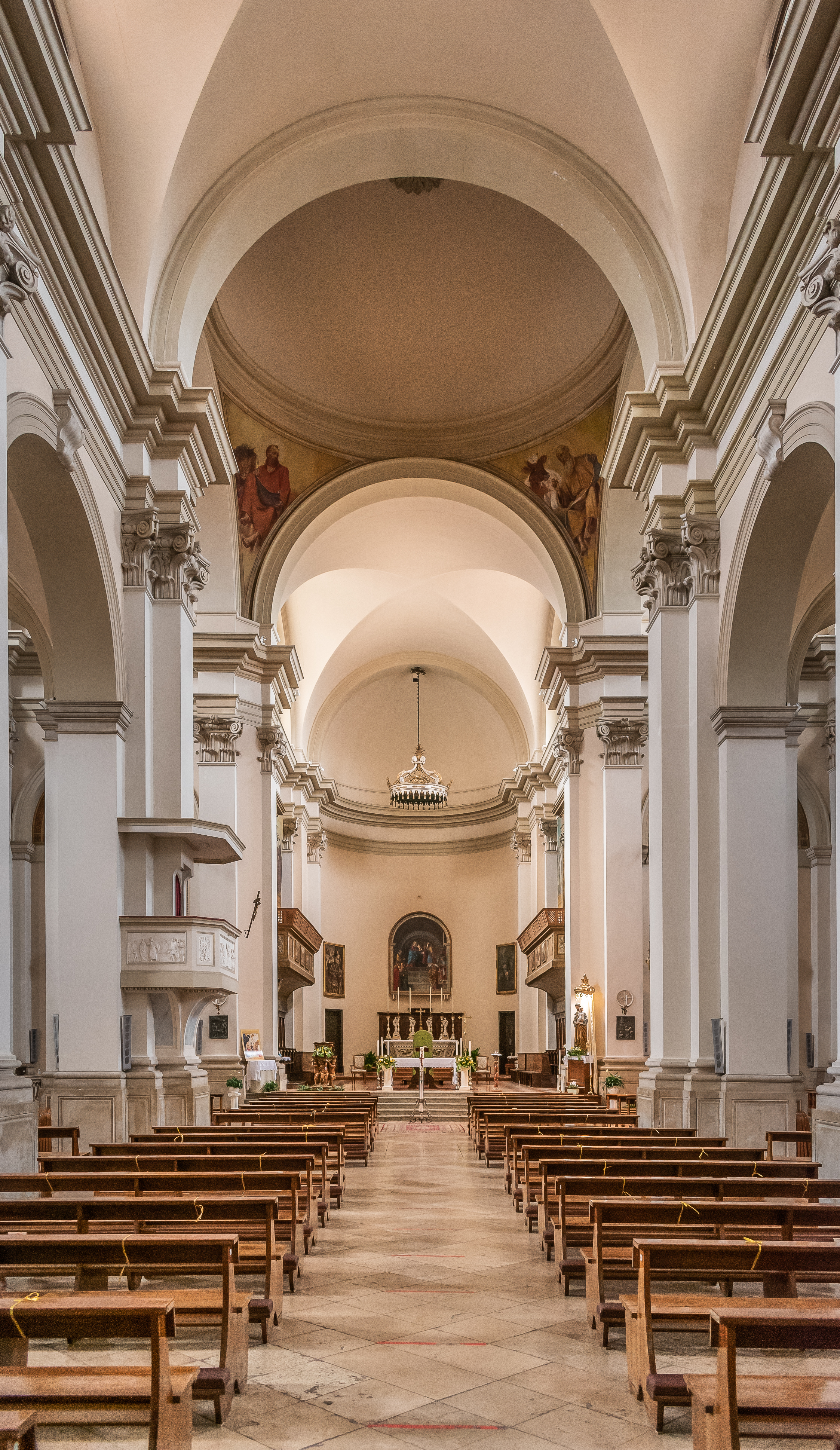
Wnętrze
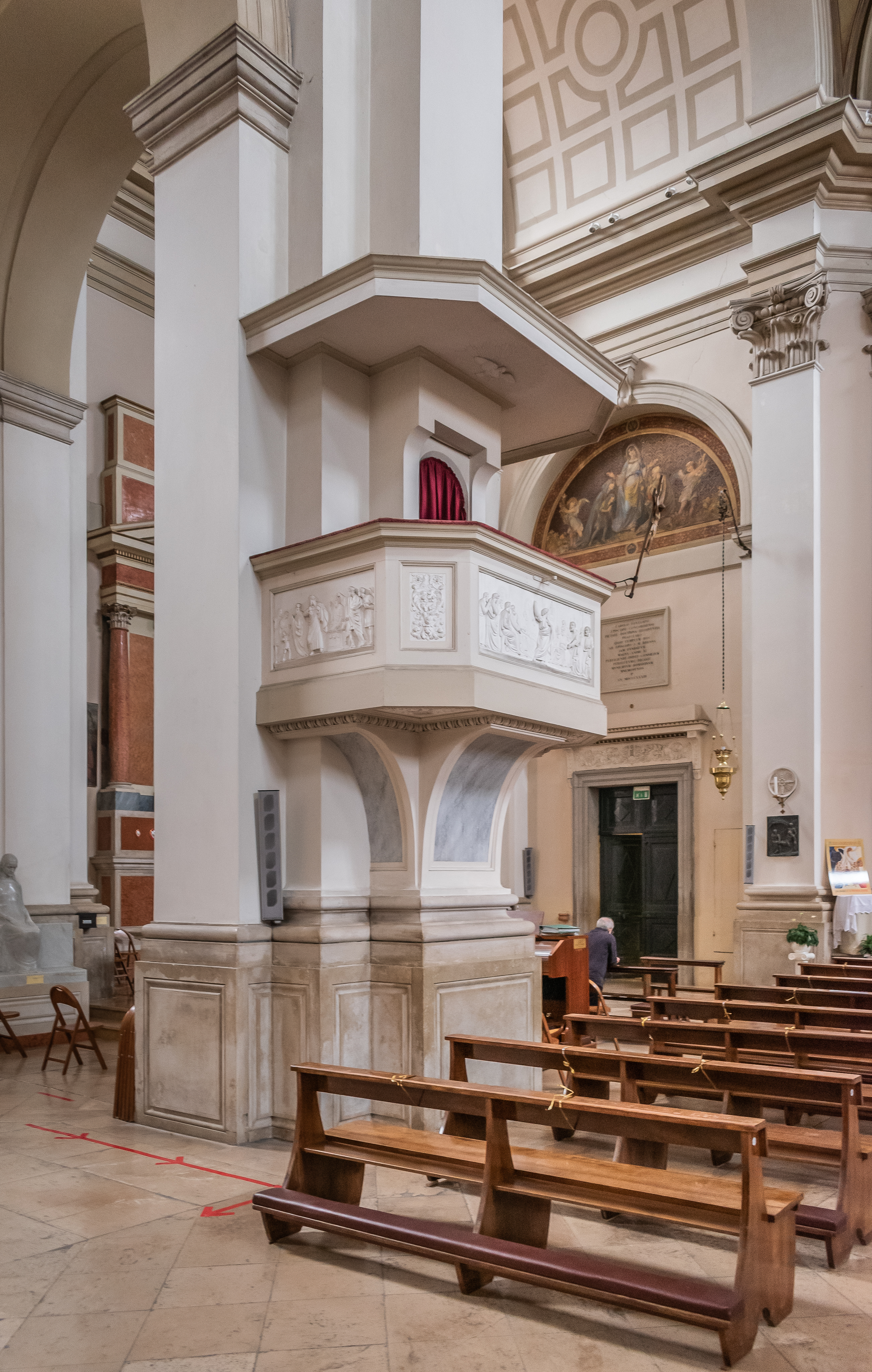
Ambona
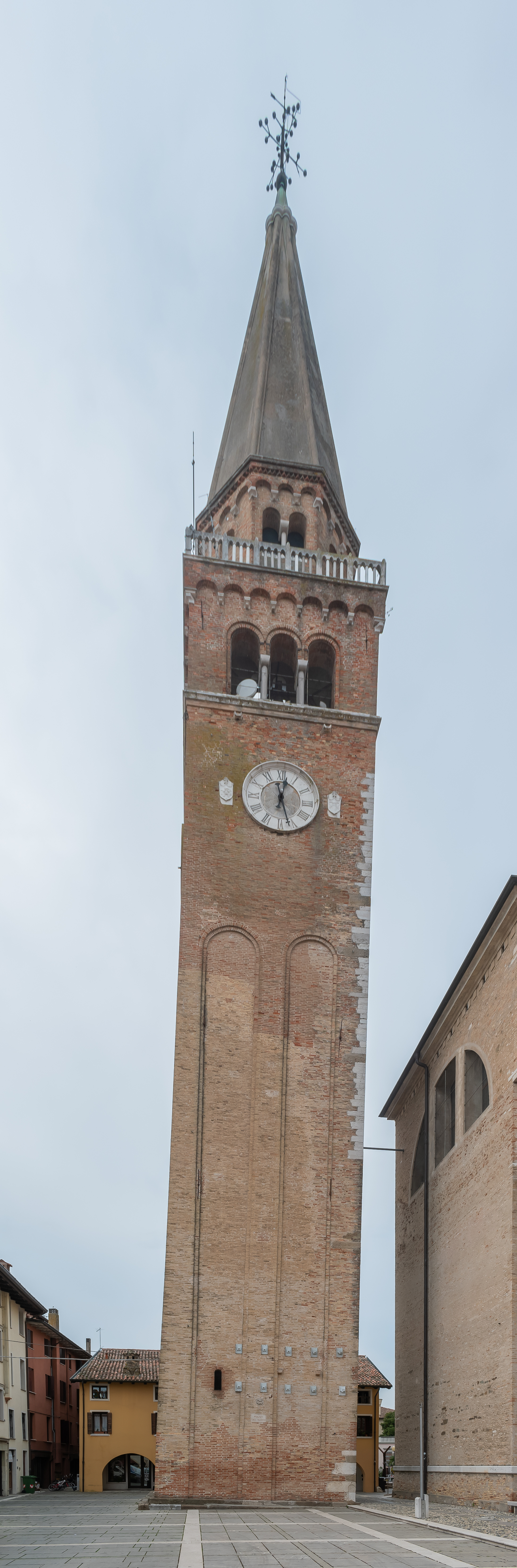
Dzwonnica
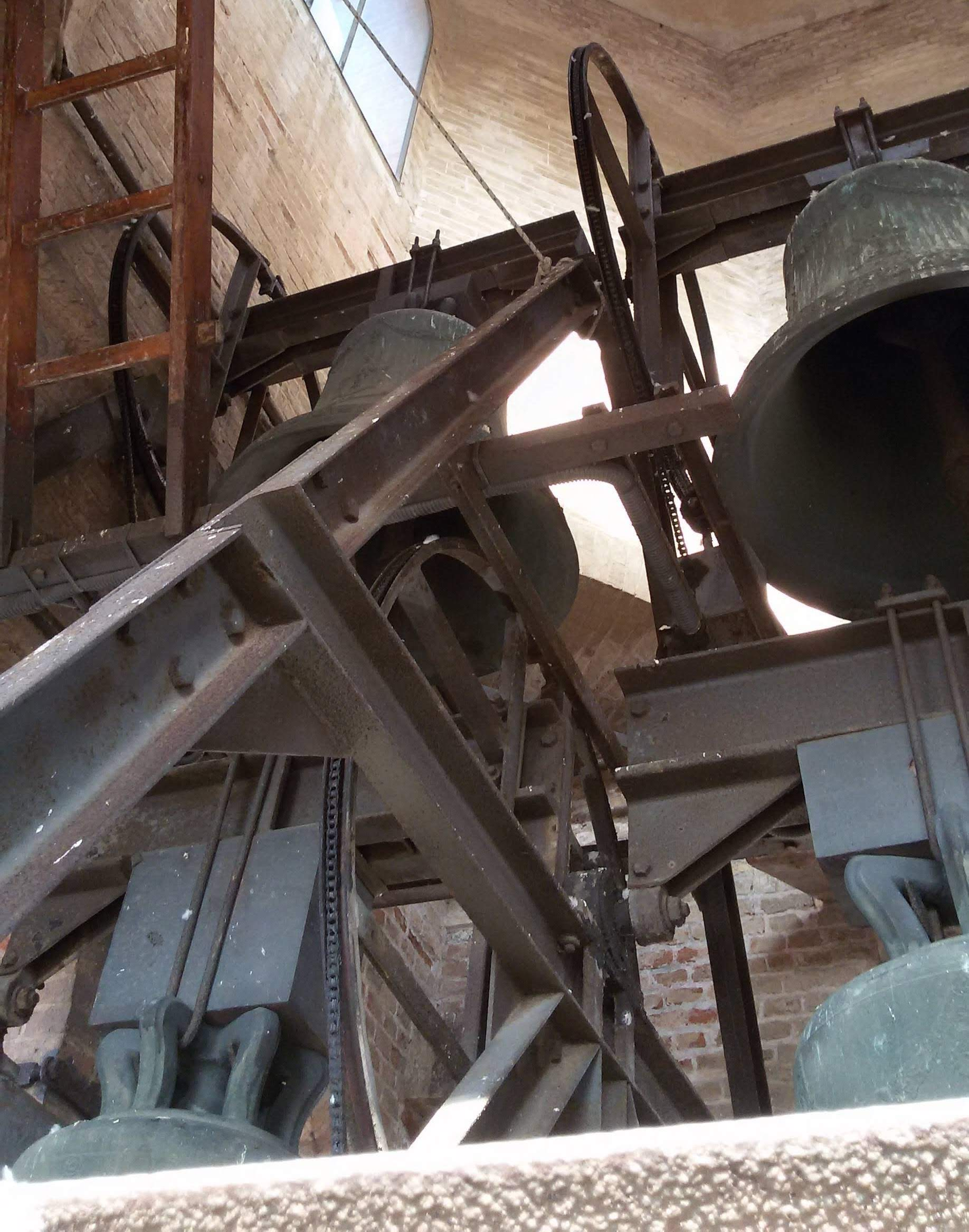
Dzwony